# Combo Xingú
Combo Xingú fue una banda chilena fundada en 1971 en la ciudad de Santiago, conformada por estudiantes y egresados del Conservatorio Nacional de Música, así como por exintegrantes de la banda Beat Combo. Estaba dirigida por el director de orquesta Sergio Arellano y tuvo una corta vida, disolviéndose en 1973 pero dejando dos álbumes oficiales como legado, además de algunos trabajos en compañía con otros reconocidos artistas, como el tema «Por Chile» que aparece en el sencillo «Ramona» compartido con la reconocida banda Quilapayún. Esta banda es una de las primeras agrupaciones chilenas en incursionar en el funk.
A pesar de ser identificada con la Nueva Canción Chilena y la Fusión latinoamericana, la banda se caracterizó por interpretar versiones de músicos de rock de habla inglesa.

## Integrantes
- Sergio Arellano: piano, órgano y dirección
- Raúl Muñoz: percusión
- Nelson Gamboa: contrabajo
- Patricio Lobos: guitarra
- Manuel Muñoz: trompeta
- Esteban Moya: saxo tenor
- Fernando Fiori: voz (1972-1973)
- Luis Ortiz: batería (1972-1973, de Los Ángeles Negros)

## Discografía
- 1971 - Combo Xingú
- 1972 - Xingú

### Sencillos
- 1971 - Ramona / Por Chile